# Industria dell'ospitalità
Industria dell'ospitalità o industria dell'accoglienza, è un settore economico che riguarda le aziende che operano per la produzione e lo scambio del servizio di ospitalità provvedendo alla prestazione di servizi di alloggio con o senza ristorazione.

## Tipi di servizio
Tale servizio può consistere nella fornitura del solo servizio di alloggio o può comprendere altri servizi complementari, tipicamente: servizio di prima colazione, servizio di ristorazione, sale per congressi, centri benessere, impianti sportivi.
L'offerta del servizio di alloggio o anche degli altri servizi può dipendere dall'ubicazione dell'impresa: montagna, mare, centro della città, periferia; dalla tipologia di clientela (affari, vacanza salute).
Dagli spazi a disposizione necessari a svolgere queste attività le imprese ricettive si dividono in esercizi alberghieri ed esercizi complementari. Fanno parte del primo gruppo gli alberghi, i motel, i villaggi-albergo e le residenze turistico alberghiere. Fanno parte del secondo gruppo: i campeggi, i villaggi turistici, gli alloggi, gli esercizi di affittacamere, le case per vacanze, gli ostelli e i rifugi alpini.

## Requisiti o obblighi
I requisiti che deve soddisfare il titolare o il gestore di una qualsiasi struttura ricettiva sono molteplici. Innanzitutto, deve essere iscritto al Registro delle imprese e assicurarsi che la propria struttura sia in linea con le regole previste dalla normativa in materia di pubblica sicurezza, quindi conforme a tutte le prescrizioni e le autorizzazioni in materia edilizia, urbanistiche, igienico-sanitaria, di pubblica sicurezza e di prevenzione degli incendi, nonché a quelle sulla destinazione d'uso dei locali o degli edifici. Diversi sono poi gli obblighi ai quali titolari e gestori sono tenuti: comunicare la certificazione d'inizio attività e ogni successiva variazione; dare alloggio esclusivamente al rispetto delle disposizioni statali in materia di pubblica sicurezza; comunicare alla Questura i dati delle persone alloggiate.